# Kapelle (Deutldorf)
Koordinaten: 48° 25′ 58,7″ N, 11° 32′ 49,5″ O
Die Kapelle in Deutldorf, einem Ortsteil der Gemeinde Hohenkammer im Landkreis Freising in Bayern, ist ein römisch-katholischer Sakralbau. Sie wurde im 18. Jahrhundert im Zentrum des Dorfes errichtet.
Im Innenraum des schmucklosen Baus befindet sich eine etwa 65 Zentimeter hohe, aus Holz geschnitzte und bemalte Pietà. Die Darstellung ist auf den Anfang des 16. Jahrhunderts datiert.
Sie ist ein geschütztes Baudenkmal mit der Aktennummer D-1-78-133-10 des BLfD.

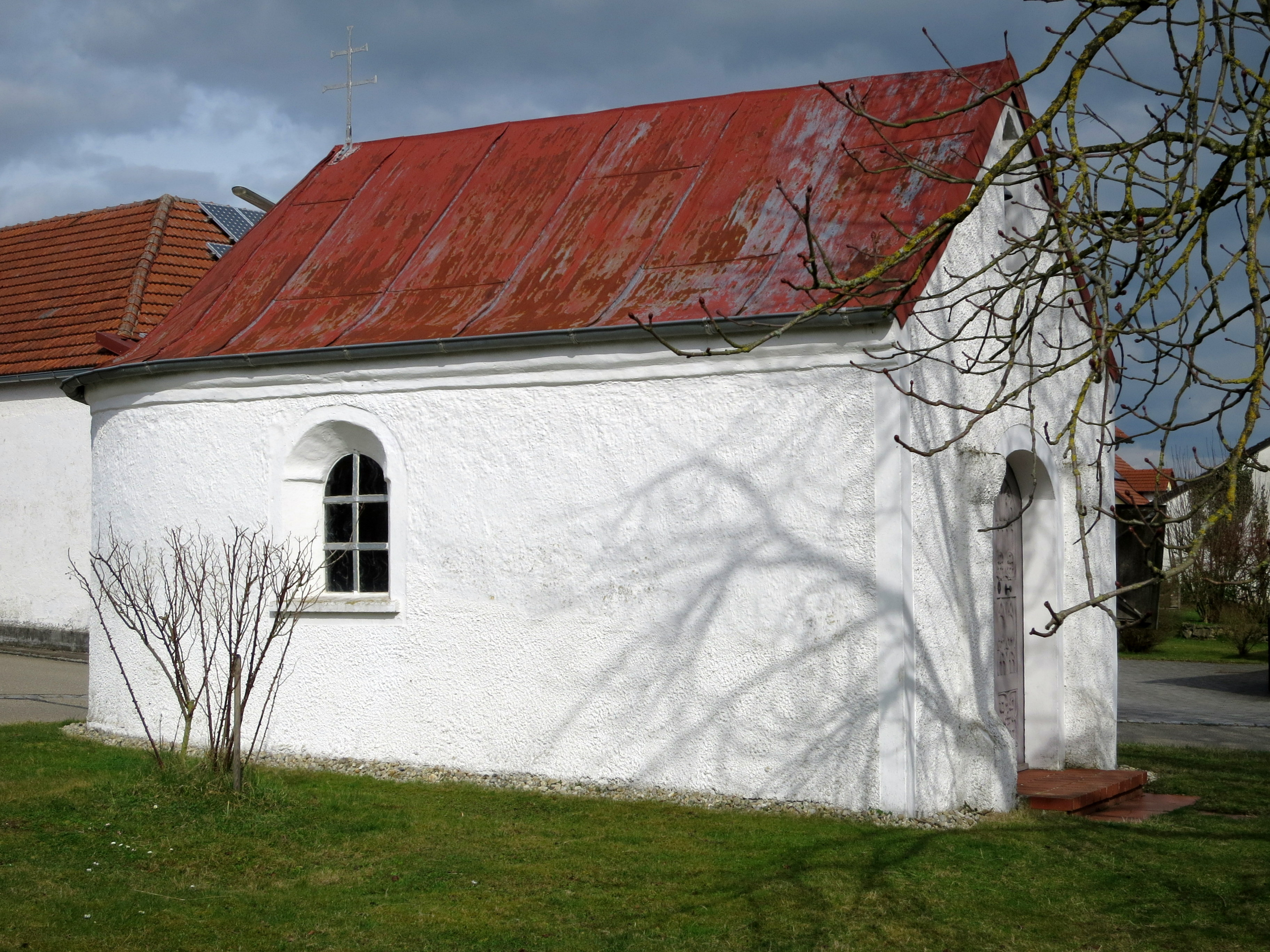
Südseite
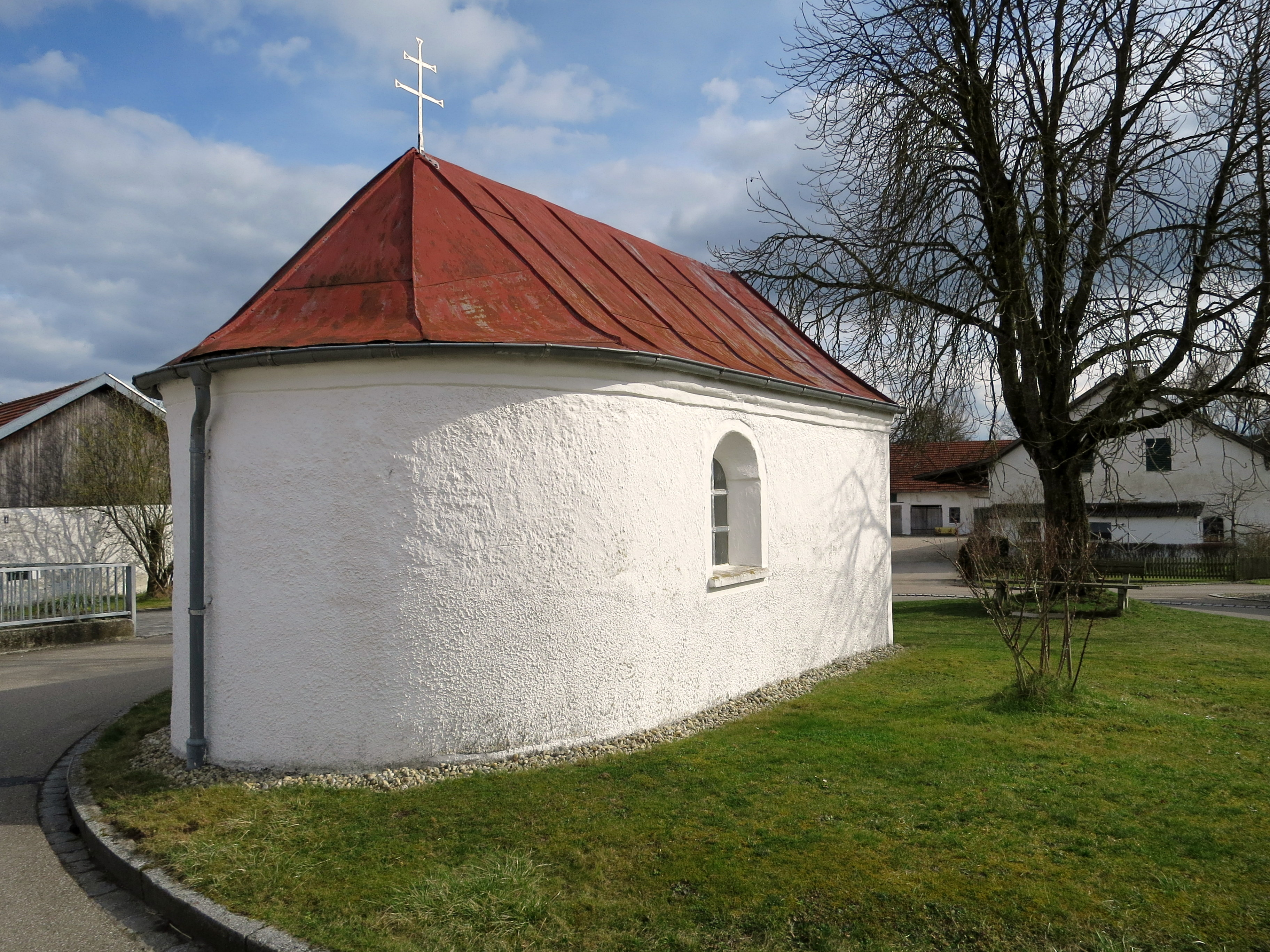
Apsis